# Dmitrij Aleksandrovič Obolenskij
Principe Dmitrij Aleksandrovič Obolenskij, (in russo: Дмитрий Александрович Оболенский) (26 ottobre 1822 – San Pietroburgo, 22 gennaio 1881), è stato un politico e scrittore russo.

## Biografia
Era il figlio di Aleksandr Petrovič Obolenskij (1780-1855), e di sua moglie, Agrafena Jur'evna Neledinskaja-Meleckaja (1789-1828), la figlia maggiore di Jurij Aleksandrovič Neledinskij. 
Si laureò presso la Facoltà di Giurisprudenza.

## Carriera
Prestò servizio presso il Ministero della Marina. Nel 1862 ha presieduto la commissione per la stesura di una nuova legge sulla stampa. Nel 1870 era stato nominato vice ministro del demanio dello Stato.
Faceva parte della cerchia di Elena Pavlovna Romanova. Era vicino alla  dottrina slavofila, scrivendo articoli sull'argomento. Lasciò un manoscritto in quattro volumi di memorie, pubblicato la prima volta nel 2005.

## Matrimonio
Sposò la principessa Dar'ja Petrovna Trubeckaja (1823-1906), figlia del principe Pëtr Petrovič Trubeckoj. Ebbero sei figli:
- Aleksandr Dmitrievič (1847-1917);
- Varvara Dmitrievna (1848-1927), sposò Michail Bibikov;
- Elizaveta Dmitrievna (1854-1921), sposò Nikolaj Ivanovič Novosil'cov;
- Aleksej Dmitrievič (1855-1933);
- Nikolaj Dmitrievič (1860-1912);
- Marija Dmitrievna (1864-1946), sposò il principe Andrej Grigor'evič Gagarin.

## Morte
Morì il 22 gennaio 1881 a San Pietroburgo e fu sepolto nel cimitero di Alexander Nevsky Lavra.